# Matthias Wengelin
Matthias Wengelin (ur. 2 lutego 1988 w Falun) – szwedzki kolarz górski, trzykrotny medalista mistrzostw Europy.

## Kariera
Pierwszy sukces w karierze Matthias Wengelin osiągnął w 2005 roku, kiedy wspólnie z kolegami z reprezentacji zdobył brązowy medal w sztafecie podczas mistrzostw Europy w kolarstwie górskim w Kluisbergen. Wynik ten Szwedzi z Wengelinem w składzie powtórzyli także na rozgrywanych rok później ME w Limosano. Ponadto w 2009 roku wspólnie z Emilem Lindgrenem, Tobiasem Ludvigssonem i Alexandrą Engen zdobył złoty medal w tej samej konkurencji podczas mistrzostw Europy w Zoetermeer. Nie startował na mistrzostwach świata. Jest czterokrotnym mistrzem Szwecji w kategorii juniorów.